# Unit Vanilla
Unit Vanilla（ゆにっと ばにら）は、日本の小説家ユニット。メンバーは和泉桂、岩本薫、木原音瀬、ひちわゆかの4人。

## 作品
- SASRAシリーズ（リブレ出版、挿画：円陣闇丸）
  - 『SASRA』 1〜4
- アーサーズ・ガーディアンシリーズ（大洋図書、挿画：蓮川愛）
  - 『硝子の騎士』
  - 『密林の覇者<スター>』
  - 『胡蝶の誘惑<エロス>』
  - 『追憶の獅子<キング>』
- 『薔薇とライオン』 1、2（幻冬舎コミックス、挿画：ヤマダサクラコ）

## ドラマCD
- ムービック
  - SASRA 1（2008年10月、2枚組）
  - SASRA 2（2008年11月、2枚組）
  - SASRA 3（2009年1月、2枚組）
  - SASRA 4（2009年2月、2枚組）
  - SASRA Il futuro（2009年2月、非売品ミニドラマCD）
  - アーサーズ・ガーディアン 赤版（2009年4月、2枚組）
  - アーサーズ・ガーディアン 黒版（2009年5月、2枚組）